# Vægt (måleinstrument)
 For alternative betydninger, se Vægt. (Se også artikler, som begynder med Vægt)
En vægt er et måleinstrument til at bestemme massen af et legeme ved vejning.
En vægt er i virkeligheden en kraftmåler, men hvis en masse kun bliver påvirket af konstant gravitation (her jordens), kan man tillade sig at lave en fast skala, som viser massen i kg som funktion af den placerede masse.
En aflæst massestørrelse kan omregnes til kraft i newton via Newtons anden lov F=m*a, hvor a er accelerationen der her er g (den nedadrettede tyngdeacceleration), m er massen i kg, F er i newton=N.
Holder man f.eks. 1 kg (f.eks. ca. 1 liter mælk) roligt i hånden, vil hånden grundet mælken, blive tynget af en ekstra kraft på ca. (1 kg)*(9,82 m/s^2) = 9,82 Newton.
- Wikimedia Commons har flere filer relateret til Vægt (måleinstrument)